# 无政府社会：世界政治中的秩序研究
无政府社会：世界政治中的秩序研究是一本英国学派國際關係理論学者赫德利·布尔的著作，1977年由哥倫比亞大學出版社出版。